# Hyman Roth
Hyman Roth (11 de diciembre de 1890- 25 de marzo de 1959) es un personaje ficticio de la película El Padrino II dirigida por Francis Ford Coppola, y es interpretado por Lee Strasberg.

## Historia
Roth, cuyo nombre original es Hyman Suchowsky, conoció a Vito Corleone durante la Gran Depresión a través de Peter Clemenza. Roth era un contrabandista de melaza usando los camiones de la compañía de aceite de oliva GENCO. Clemenza lo apodaba como 'Johnny Lips', pero Corleone al preguntarle al joven Hyman cuál era el personaje que más admiraba, a lo que le responde que Arnold Rothstein, quien arregló la última serie mundial de beisbol, por lo que adopta el nombre de Hyman Roth.
En esta película, Hyman Roth dispone de grandes hoteles-casino en Cuba, y se dispone a hacer negocios con Michael Corleone (jefe de la familia Corleone). Pero en realidad Roth decide matar a Michael, porque lo ve como un peligro para sus negocios y porque asesinó a un gran amigo y aliado suyo, Moe Greene. Por ello él manda unos asesinos a su casa pero estos asesinos fallan y mueren acribillados. 
Michael va a visitar a Roth en su casa en Miami, y le dice que cree que el que dio la orden de su asesinato fue Frank Pentangeli, con el que discutió el día del atentado. Pero en realidad Michael sabía que Roth estaba detrás, y se lo cuenta a Pentangeli para probarlo.
Tanto Hyman Roth como Michael viajan a Cuba para invertir con Fulgencio Batista y ayudarlo en sus luchas contra los rebeldes de Fidel Castro, pero Michael expresa sus dudas luego de ver el asesinato de un oficial militar cubano a manos de un rebelde quien antes de dejarse atrapar se inmola haciendo estallar una granada matando al mencionado oficial, aunque cede poco después ante la presión de Roth. Entre tanto Fredo Corleone (que fue quien dio información a los hombres de Roth para el asesinato de Michael, sin saber que querían matarlo) llega a La Habana con el dinero prometido a Roth. En la celebración de año nuevo Roth sufre un ataque y es hospitalizado. Michael ordena su ejecución. El hombre encargado de hacerlo estrangula primero al mano derecha de Roth: Johnny Ola, pero es abatido por un oficial militar que entra en la habitación cuando está a punto de asfixiar a Roth con la almohada. Mientras tanto Batista anuncia su dimisión y en el caos resultante, Michael (que ha descubierto que su hermano lo traicionó), Fredo y Roth consiguen huir de Cuba.
De vuelta en EE. UU., pues Israel, Argentina y Panamá no le admiten debido a sus antecedentes criminales, Roth planea acabar con Michael indirectamente mediante un tribunal antimafia en sub-comité del Congreso de los Estados Unidos. No obstante, y gracias a la declaración de Frank Pentangeli, Michael se libra de los cargos y organiza el asesinato de Roth a su vuelta a Miami.
En el aeropuerto (y escoltado por policías), Roth hace unas declaraciones antes los periodistas sin saber que uno de los hombres de confianza de Michael, Rocco Lampone, se halla entre ellos. Lampone dispara a Roth en el estómago y le da muerte, pero los policías lo matan a tiros.

## Curiosidades
- Mario Puzo se inspiró en Meyer Lansky, un mafioso judío que tenía negocios en Cuba, para crear a Hyman Roth.